# Coitophobie
Coitophobie (von lateinisch coitus ‚Beischlaf‘ und altgriechisch φόβος phóbos, deutsch ‚Angst‘; auch Koitophobie) bezeichnet die krankhafte Angst vor dem Geschlechtsverkehr und sonstigen sexuellen Handlungen, vgl. Sexualangst. Sie gehört zu den spezifischen Angststörungen. Betroffene versuchen daher den Geschlechtsverkehr oder auch die körperliche Annäherung zu vermeiden und fühlen sich bereits bei Gedanken daran oder Gespräche darüber bedrängt. Ursachen können zum Beispiel die Angst vor Verletzungen, Geschlechtskrankheiten, Körperflüssigkeiten oder Missbrauch oder negative Erfahrungen und Wahrnehmungen sein. Auslöser hierfür können beispielsweise Leistungsdruck, Aufschieben des ersten Mals, befürchtete Intoleranz und Verachtung, religiöse oder ideologische Überzeugungen sein, die Sex ganz verbieten oder nur unter bestimmten Voraussetzungen zulassen. Coitophobiker leiden oft unter körperlicher Anspannung, Depressionen, Schweißausbrüche, Panikattacken und einer panischen Angst vor körperlicher Nähe. Spezielle Formen sind die Angst vor Nacktheit (Gymnophobie), vor Küssen (Philemaphobie), vor Jungfrauen (Parthenophobie), vor feuchten Träumen (Oneirogmophobie), vor weiblichen Genitalien (Eurotophobie), vor männlichen Geschlechtsorganen (Phallophobie), vor dem ersten Sexualakt (Esodophobie), vor Körpergerüchen (Osphresiophobie) und die Angst vor Sperma (Spermatophobie). Als Therapie können unter anderem ein Sensualitätstraining, Verhaltenstherapien und Gesprächstherapien in Frage kommen.